# George Aaron
George Aaron (né le 20 septembre 1963 à Vicence), mieux connu sous le nom de Giorgio Aldighieri, est un chanteur italien.

## Biographie
Membre de la noble famille Aldighieri de Parme, George a vendu des millions de disques dans le monde dans les années 1980, et a participé à plusieurs émissions de télévision en Italie et à l'étranger. Ses chansons les plus célèbres de cette période sont Somebody (avec Video) et She's A Devil, qui appartiennent au genre dance. Outre l'Italie, il est connu dans les pays nordiques, aux Pays-Bas, en Belgique, en Allemagne, en Pologne, en Finlande, au Mexique, en Argentine, sur la côte ouest des États-Unis, en Russie et en Roumanie.
Après s'être retiré de la scène musicale internationale pendant les années 1990, il reprend sa carrière artistique en 2001 avec une série de spectacles dans différentes villes européennes. En 2005, il sort Heaven, un nouveau morceau de dance écrit avec Mario Percali. En octobre 2006, il participe au 80 Festival de Padoue, où il chante devant plus de 10 000 personnes sur scène aux côtés de Paul Antony Young, Tony Hadley et d'autres artistes importants de la musique des années 1980. En 2008, 2009 et 2011, il participe à plusieurs étapes du Festivalshow. 
Après une longue tournée d'été qui s'est terminée à Stompwijk, aux Pays-Bas, il enregistre le single Fear dans un studio d'enregistrement à La Haye en septembre 2009, qui est également sorti le 21 décembre dans une édition limitée pour les collectionneurs en vinyle or et bleu.
En 2011, il fait une tournée au Mexique et sort le single World is Out/Russian Ladies, le 12 octobre. L'année suivante, il réédite le single I'll Never Fly (Until You Don't Love Me)/Nothin Ville, le deuxième titre que George a écrit avec Bobby Solo en 1984 et enregistré alors par le Florentin DJ Grecos. En octobre 2012, il entame une collaboration avec le DJ et musicien Pierluigi Cerin, basé à Vicence, et publie ensuite From George in Vicenza, un album contenant les singles Love is, chanté avec Tiziana Rivale, Iza, Iubesc amor et une version house de la chanson Cuore matto, dédiée à son ami Little Tony, le tout accompagné de vidéos promotionnelles. Après une nouvelle tournée italienne et une participation au mémorial Little Tony à Montebelluna et Valdobbiadene les 13 et 14 septembre 2013, George est à nouveau le protagoniste d'une tournée au Mexique, et d'un concert à Athènes en décembre de la même année.
Elle participe ensuite au Patrick Miller Festival à Mexico devant plus de 25 000 spectateurs, où elle présente son nouveau single A Star in the Sky, sorti en décembre 2016. En 2017, il enregistre Russian Ladies chanté en duo avec Bobby Solo.  En 2018, trois nouveaux albums sont publiés par le label Azzurra Music : George Aaron Greatest Hits and More qui rassemble les succès de George, et George Aaron Sings Elvis Presley avec George Aaron Sings George Michael, deux albums hommage pour se souvenir des artistes qui ont le plus influencé sa carrière.
Avec Carlo Zannetti (co-compositeur et parolier), il écrit et chante la chanson Un amore nel cuore, publiée en avril 2024 par Videoradio.

## Discographie

### Albums studio
- 1983 : Memories on Mix
- 1997 : George Aaron Complete
- 2001 : The Lost Album
- 2008 : George Aaron
- 2008 : Summer Collection 2008
- 2013 : One Step Further (compilation)
- 2013 : From George in Vicenza
- 2014 : Change (Q Disc)
- 2017 : George Aaron Greatest Hits and More (Azzurra Music)
- 2018 : George Aaron sings Elvis Presley (Azzurra Music)
- 2018 : George Aaron sings George Michael (Azzurra Music)

### Singles
- 1984 : She's A Devil
- 1985 : Just for You
- 1986 : New Sensations
- 1988 : I Heard it Through the Grapevine
- 1989 : Twist In My Sobriety
- 2003 : Don't Ask Me Why
- 2003 : Hot Love
- 2003 : Hot Love (with Den Harrow)
- 2005 : Silly Reason
- 2007 : Heaven
- 2009 : Fear
- 2011 : World is Out
- 2011 : Russian Ladies
- 2012 : Love is In (feat Tiziana Rivale)
- 2012 : I'll Never Fly
- 2012 : NothingVille is a Town
- 2013 : Iza
- 2013 : Cuore Matto Remix
- 2013 : Russian Ladies (Radio Mix)
- 2013 : Never Cry for Love
- 2013 : Iubesc, Amor
- 2013 : Somebody Rewind
- 2013 : Fever (Mambo Dance)
- 2014 : Love is in the Air (House mix)
- 2014 : Love is in the Air (Giorgio's Mix)
- 2014 : Change (Q Disc Vinyl)
- 2016 : A Star in the Sky
- 2016 : White Christmas
- 2016 : If I Get Home on Christmas Day
- 2017 : Love is in the Air (Mafo Mix)
- 2017 : Russian Ladies  (duo avec Bobby Solo)
- 2017 : Love is in - Remix (duo avec Tiziana Rivale)
- 2018 : Can Delight (duo avec Ryan Paris) (Zyx Music)
- 2018 : Somebody (avec Victor Ark) (AMD)
- 2018 : Twist in My Sobriety (New Version)
- 2018 : Una lacrima sul viso (avec orchestre)
- 2018 : Somebody (New Edit)
- 2019 : Stand for Your Life
- 2019 : Walk a Mile
- 2019 : Russian Ladies HNRG
- 2019 : Lovely Fantasy
- 2020 : Can Delight (Remix) (duo avec Ryan Paris)
- 2020 : Russian Ladies (Remix) (duo avec Ryan Paris)
- 2020 : Midnight Love
- 2024 : Un Amore nel cuore

### Participations
- 1983 : Somebody (Video)
- 1984 : Don't Stop (Time)
- 1984 : Selling Song (Time)
- 1984 : Silent Smiles (Ram Band)
- 1986 : We are the Video (Video)
- 1987 : Jesahell (Time)
- 1987 : Robin Hood (sous le nom de William King)
- 2012 : The End (avec Andrea DP dj)
- 2015 : Let it Be Me (avec Angelo Seretti)